# Calvisia nigroaxillaris
Calvisia nigroaxillaris is een insect uit de orde Phasmatodea en de  familie Diapheromeridae. De wetenschappelijke naam van deze soort is voor het eerst geldig gepubliceerd in 1943 door Günther.